# Camilla (roman)
Pour les articles homonymes, voir Camilla.
Camilla, dont le titre complet est Camilla, A Picture of Youth (Camilla, une image de la jeunesse) est un roman de langue anglaise, publié en 1796, de Fanny Burney.

## Résumé
Le sujet du roman tourne autour des préoccupations matrimoniales de quelques jeunes gens : Camilla Tyrold et ses sœurs, la douce Lavinia, et la difforme, mais si bonne, Eugenia, ainsi que leur cousine, la belle Indiana Lynmere ; au cœur du roman se déroule l'idylle entre Camilla elle-même, et son prétendant, Edgar Mandlebert. Le chemin de l'amour véritable est cependant hérissé de redoutables difficultés, causées par les malentendus et les erreurs.

## Analyse
À bien des égards, Camilla laisse apparaître l'esprit du romantisme naissant. Comme dans Evelina, Fanny Burney mêle dans son roman des moments d'ombre et de lumière, des épisodes comiques et des frissons gothiques, tout en mettant en place dans les esprits des dilemmes qui éclairent le fossé qui sépare les générations. 

## Accueil critique
Lors de sa parution, le roman rencontre un énorme succès populaire. Il est d'ailleurs cité à plusieurs reprises dans Northanger Abbey, le roman de Jane Austen, où il fait en particulier l'objet d'un débat entre John Thorpe et Catherine Morland.
Par son thème central du difficile passage de l'adolescence à l'âge adulte, Northanger Abbey emprunte également beaucoup à Camilla.